# Physaria kingii
Physaria kingii är en korsblommig växtart som först beskrevs av Sereno Watson, och fick sitt nu gällande namn av O'kane och Al-shehbaz. Physaria kingii ingår i släktet Physaria och familjen korsblommiga växter.

## Underarter
Arten delas in i följande underarter:
- P. k. bernardina
- P. k. cobrensis
- P. k. diversifolia
- P. k. kaibabensis
- P. k. kingii
- P. k. latifolia
- P. k. utahensis